# Bairro

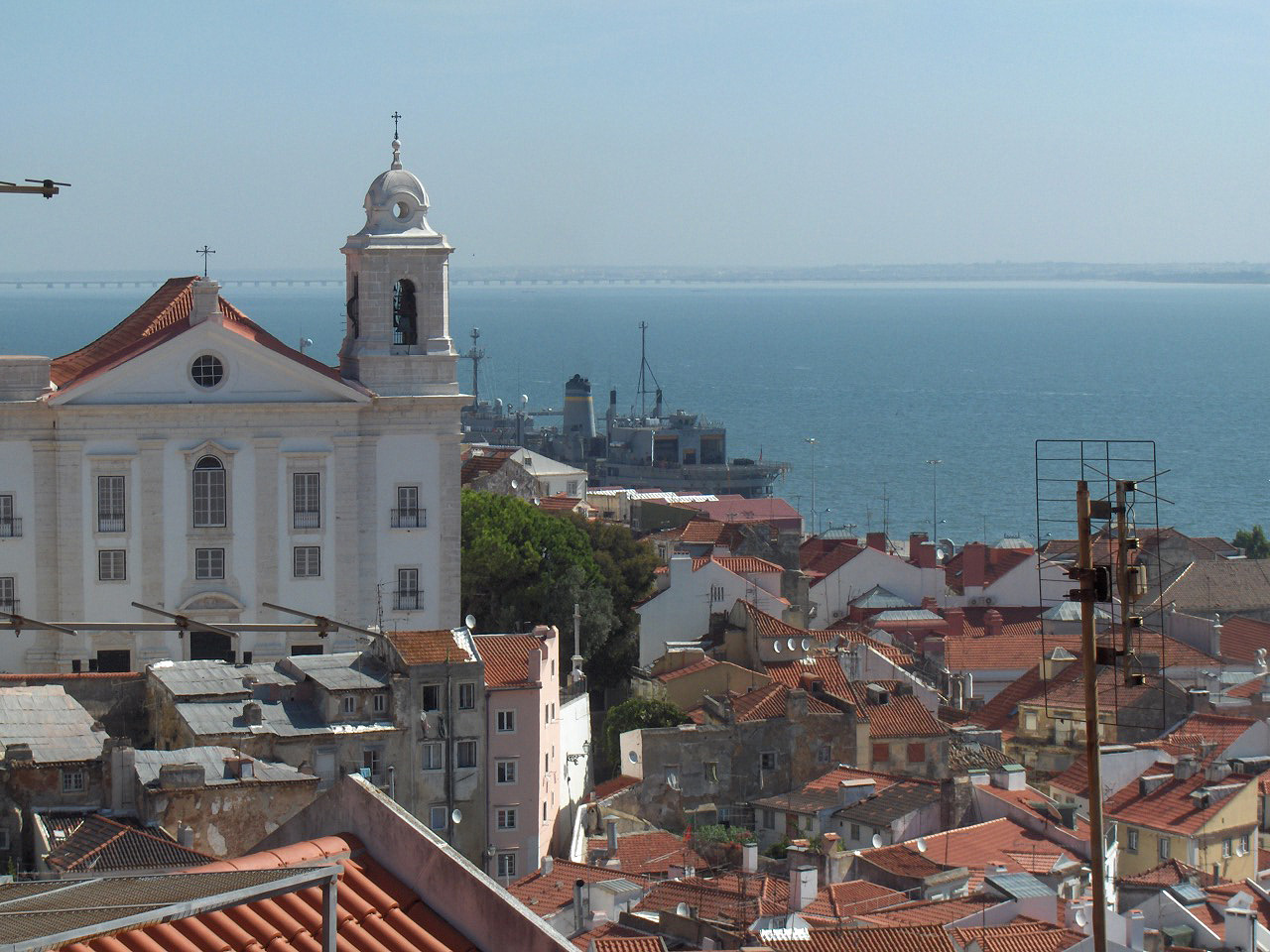
Vista de Alfama, bairro mais antigo de Lisboa.

Bairro é uma comunidade ou região dentro de uma localidade, sendo a unidade mínima de urbanização existente na maioria das cidades do mundo. Nos bairros residenciais é maior o número de construções residencias que comerciais, enquanto nos bairros comerciais é predominante um fluxo intenso de pessoas nas ruas devido ao número de construções comerciais.

## História
Conforme estudos de Lewis, historiador estadunidense, bairros eram uma forma mais rudimentar de organização populacional sem qualquer preocupação política. Escavações feitas em cidades da antiguidade evidenciam a existência dessas comunidades. Nesse sentido, eles eram unidades independentes, maiores do que os núcleos familiares e não estavam directamente sob o controle alguma cidade ou estado. 

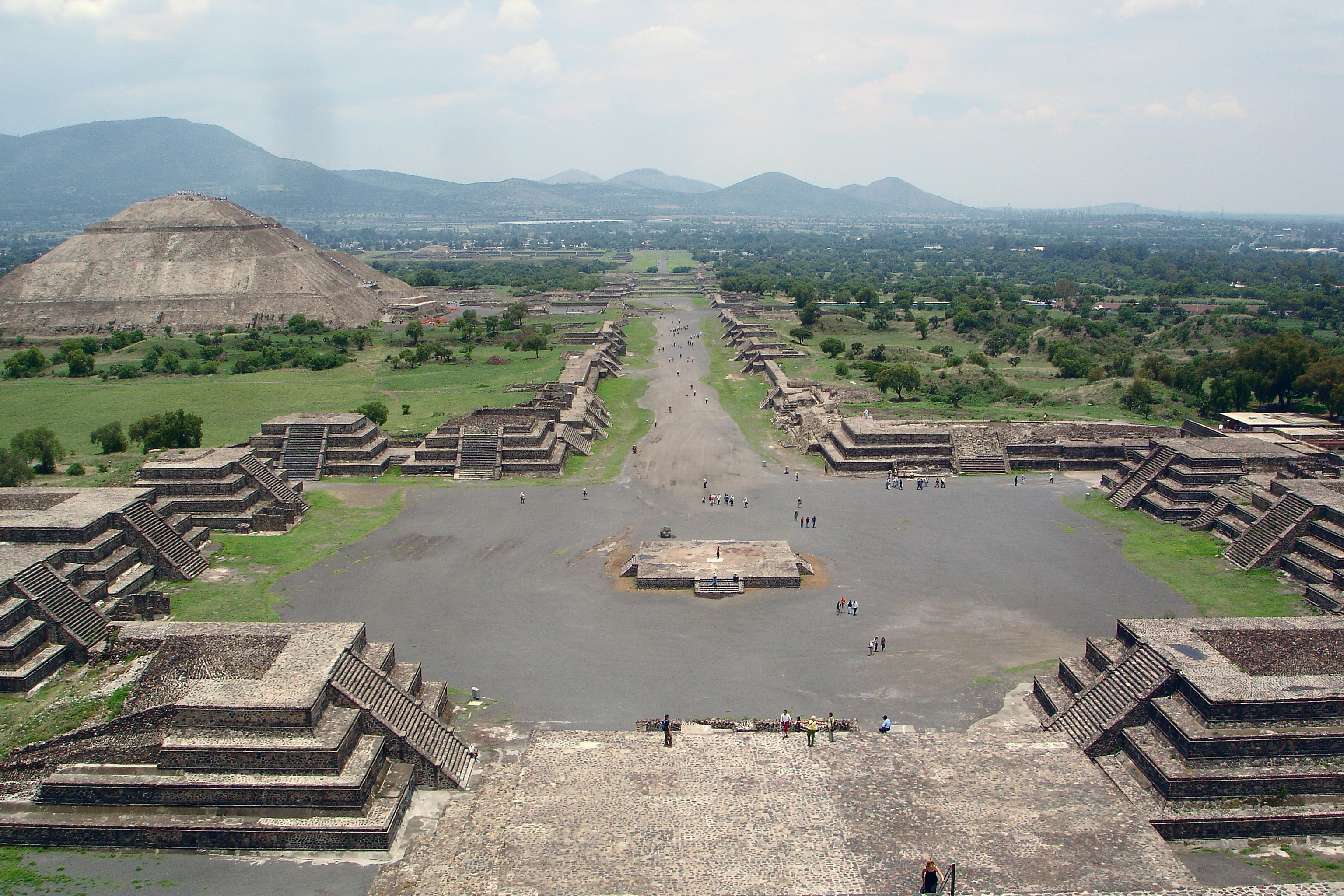
Teotihuacan, a maior cidade conhecida da Era pré-colombiana, era claramente dividida em bairros.

Em algumas regiões pré-industriais, as funções básicas do município, como: proteção, regulamentação dos nascimentos e casamentos, limpeza e manutenção eram tratadas informalmente pelos bairros e não pelos governos municipais; este padrão era específico em cidades islâmicas.
Além de bairros, as cidades também tiveram distritos administrativos utilizados pelos cobradores de impostos, para manutenção de registros civis e controle social. Distritos Administrativos são geralmente maiores que os bairros e em alguns casos, no entanto, os distritos administrativos coincidiram com os mesmos. A exemplo de Xian, a capital chinesa na Dinastia Tang, seus bairros e distritos eram administrados por funcionários do estado.
Nas cidades pré-industriais possuíam muitas vezes algum grau de segregação ou diferenciação social. Bairros étnicos foram importantes em muitas cidades do passado e continuam sendo comuns nas cidades de hoje, como o bairro da Liberdade na cidade de São Paulo.
Um fator que contribuiu para o carácter distintivo de vizinhança e de coesão social nas cidades antigas foi o êxodo rural. Esse processo gerou o aumento populacional nos municípios fazendo com que os migrantes morassem próximo a parentes e conhecidos de seus passados rurais, havendo a formação de novas vilas.

## Categorias de bairros
O fenômeno das regiões não-oficiais não se restringe ocorre há uma contiguidade entre bairros de mesma caracteristica seja por aspectos: arquitetônicos (bairro-jardim e estilo urbanístico), históricos (áreas antigas e mais velhas das cidades), culturais (bairro gay, bairro hipster ou bairro étnico), religiosos (Judiaria), comerciais (distrito comercial e bairro boêmio) e econômicos (bairros nobres e Billionaire's Row) ou por abrigar instituições destinadas a um publico-alvo (bairro gay, cidade universitária ou bairro étnico), temos a criação dessas áreas, dentre elas temos: também em São Paulo o Baixo Augusta e o Alto de Santana, no Rio de Janeiro o Baixo Leblon, o Barrio Norte e os sub-bairros de Palermo em Buenos Aires, Argentina e o Triângulo de Platina em Los Angeles. E as Billionaire's Rows (Alas dos Bilionários), são áreas com presença significativa de bilionários e figuras influentes: monarcas, diplomatas, membros realeza, estadistas, CEOs e celebridades, localizadas nas cidades de Nova Iorque, Londres, Hong Kong e Mumbai.
|                                             | Características de Arquitetura: | Exemplos | Imagem |
| ------------------------------------------- | --- | --- | ------ |
| Bairro-jardim                               | Bairro planejado segundo o conceito inglês de cidade-jardim, geralmente são bairros nobres que apresentam praças, parques, clubes, intensa arborização em suas calçadas e traçado urbano diferenciado, podendo ser tortuoso, circundado por amplas avenidas. | * Jardim América, São Paulo * Hampstead Garden Suburb, Londres                                                           |        |
| Bairro arquitetônico                        | Áreas urbanas que se destacam por suas características arquitetônicas específicas, refletindo um determinado estilo ou período histórico. Esses bairros podem ser reconhecidos pela uniformidade dos edifícios, que apresentam elementos comuns em sua construção, como materiais, formas, cores e detalhes decorativos. | * Bairros de Miami Beach, EUA (Art Deco) * El Gòtic, Barcelona                                                           |        |
| Bairro horizontalizado                      | Caracterizado por construções de baixa altura, como casas térreas ou sobrados, que se espalham por uma área maior. Esses bairros geralmente têm uma densidade populacional mais baixa e oferecem mais espaço aberto, como jardins e quintais. | * Beverly Hills, Los Angeles *Toorak, Melbourne                                                                          | .      |
| Bairro verticalizado                        | Marcado pela presença de edifícios altos, como prédios de apartamentos e arranha-céus. Esses bairros têm uma densidade populacional mais alta, já que acomodam mais pessoas em uma área menor. A verticalização é comum em áreas urbanas centrais, onde o espaço é limitado e o valor do terreno é alto. | * Downtown Dubai * Marina Bay, Cingapura                                                                                 | .      |
| Bairro misto                                | Áreas urbanas que combinam características de bairros residenciais e comerciais, proporcionando um equilíbrio entre moradia, trabalho e lazer. Nesses bairros, é comum encontrar residências, lojas, escritórios e espaços culturais compartilhando o mesmo espaço. Isso cria um ambiente dinâmico onde a vida diurna e noturna se entrelaçam, oferecendo conveniência e acessibilidade aos moradores. | *Amsterdam-West, Amsterdã * Shibuya, Tóquio                                                                              |        |
|                                             | Características de Localização: | Exemplos | Imagem |
| Bairro central                              | Áreas localizadas no coração das cidades, geralmente caracterizadas por uma alta densidade de serviços, comércio e infraestrutura. Esses bairros são frequentemente o centro das atividades econômicas e culturais, abrigando escritórios, lojas, restaurantes, teatros e museus. Devido à sua localização privilegiada, os bairros centrais tendem a ter um custo de vida mais elevado e são bem servidos por transporte público. | *Manhattan, Nova York *Centro de Paris (Le Marais)                                                                       |        |
| Bairro periférico (Subúrbio)                | Áreas localizadas nas bordas das cidades. Eles podem variar de comunidades residenciais planejadas a áreas menos desenvolvidas, muitas vezes com menor acesso a serviços e infraestrutura. Os subúrbios são geralmente associados a um ambiente mais tranquilo e espaçoso, com casas maiores e mais áreas verdes, enquanto as periferias podem incluir áreas de menor renda e desenvolvimento desigual. | *Surrey, Vancouver *Greater London Suburbs (Croydon e Bromley)                                                           |        |
| Bairros rurais                              | Áreas dentro de um município que mantêm características predominantemente rurais, mesmo estando sob a jurisdição de uma cidade. Esses bairros são geralmente caracterizados por uma baixa densidade populacional, grandes áreas de terra, e atividades econômicas voltadas para a agricultura, pecuária ou outras práticas relacionadas ao campo. | * Regiões Rurais de Minas Gerais, Brasil *Toscana, Itália                                                                |        |
|                                             | Características Culturais: | Exemplos | Imagem |
| Bairro religioso                            | Áreas urbanas que se desenvolvem em torno de instituições religiosas, como igrejas, templos, sinagocas, mesquitas e capelas. Esses bairros frequentemente surgem quando uma comunidade se forma em torno de um local de culto, e a presença dessas instituições pode influenciar a cultura, a vida social e a organização do espaço urbano. Exemplo, Judiaria: Área de uma cidade onde os judeus eram obrigados a residir, muitas vezes por imposição legal. Designadas para a população judaica e podiam ser encontradas em várias cidades da Europa durante a Idade Média e além. O termo também pode se referir a qualquer parte de um aglomerado populacional habitado majoritariamente ou exclusivamente por pessoas de cultura judaica, apresentam sinagogas, escolas e mercados kosher. | *Bairros de Varanasi, Índia *Bairros de Meca, Arábia Saudita * Bairro Judeu: Praga e Jerusalém * Higienópolis, São Paulo |        |
| Bairro étnico                               | Área dentro de uma cidade onde a maioria dos residentes compartilha uma mesma origem étnica ou cultural. Esses bairros surgem frequentemente quando grupos de imigrantes se estabelecem em uma nova cidade e criam comunidades que refletem suas culturas de origem. Isso pode incluir a língua falada, tradições, festivais, culinária, e até mesmo a arquitetura dos edifícios. Esses bairros oferecem uma oportunidade única para a preservação e celebração das culturas de origem dos seus habitantes. Podem servir como pontos turísticos, atraindo visitantes que desejam experimentar a cultura e a culinária de diferentes partes do mundo sem sair da cidade. | * Liberdade e Aclimação, São Paulo * Chinatown, Nova York * Brooklin Velho, São Paulo Mooca, SP e Little Italy em NYC    |        |
| Bairro gay                                  | Reconhecido por ter a população majoritariamente pertencente à comunidade LGBT: lésbicas, gays, bissexuais e transgêneros, contém uma série de estabelecimentos orientados a este público: bares gays, discotecas gays, saunas, restaurantes, dentre outros negócios.por ter uma grande população LGBTQ+, com bares, clubes, e eventos voltados para essa comunidade. | * The Castro, San Francisco * Baixo Augusta, São Paulo.                                                                  |        |
| Bairro hipster                              | Áreas urbanas que se destacam por uma mistura de cultura jovem, criativa e, por vezes, exagerada. Esses bairros são conhecidos pela proliferação de bares, restaurantes, ateliês artísticos e outros estabelecimentos que atraem um público interessado em tendências culturais e estéticas alternativas. | * Williamsburg, NYC * Vila Buarque e Santa Cecília, São Paulo.                                                           |        |
| Bairro histórico                            | Áreas urbanas que preservam a arquitetura e o ambiente de épocas passadas. Esses bairros são frequentemente protegidos por leis de preservação, o que ajuda a manter suas características originais e a impedir alterações que possam comprometer seu valor histórico e cultural. Eles são populares entre turistas e moradores que apreciam a história e a cultura, oferecendo uma janela para o passado através de suas construções, ruas e monumentos. | *Pelourinho, Salvador *Centro Storico, Roma                                                                              |        |
|                                             | Características Sócio-Econômicas: | Exemplos | Imagem |
| Billionaire's Row                           | Área nobre de uma determinada cidade caracterizada pelo altíssimo valor do metro quadrado, alta concentração de riqueza, localização prestigiada, privacidade, exlusividade, afluência e pela presença majoriária de moradias ultra-luxiosas: mansões, apartamentos de luxo e penthouses. São residencia primária de bilionários e figuras influentes: monarcas, diplomatas, olirgarcas, membros de famílias reais, estadistas, CEOs e celebridades. | *Nova Iorque *Londres Hong Kong Mumbai.                                                                                  |        |
| Bairro nobre                                | Geralmente caracterizado por ruas arborizadas, imóveis de alto padrão, metro quadrado de alto valor, infraestrutura sofisticada e serviços exclusivos. É comum encontrar lojas de grife, delegações diplomáticas, restaurantes gourmet e escolas de alto nível. | * Jardins e Leblon, Brasil Upper East Side, NYC                                                                          |        |
| Condomínio fechado                          | Comunidade residencial em que o acesso de pessoas e de veículos é restrito, caracterizados por serem compostos de poucas ruas ou edifícios residenciais, murados e munidos de amenidades. Podendo possuir uma infraestrutura tão complexa que faz com que seus moradores sejam independentes de contato externo. | * Alphaville, Barueri * Bel Air, Los Angeles                                                                             |        |
| Bairro de lata (Favela)                     | Assentamento urbano informal densamente povoado caracterizado por moradias precárias e miséria, carecendo de serviços básicos, além da falta de infraestrutura em geral e de regularização fundiária. Variam de barracos mal construídos até edifícios deteriorados. | * Rocinha, Rio de Janeiro * Quibera, Nairóbi                                                                             |        |
| Bairro autoproduzido                        | Áreas urbanas que são desenvolvidas de forma informal, geralmente por seus próprios habitantes, sem a intervenção direta de autoridades ou planejadores urbanos. Esses bairros frequentemente surgem em terrenos públicos ou privados, onde as pessoas constroem suas casas e estabelecimentos de maneira autônoma, muitas vezes em resposta à falta de habitação formal e acessível. | *Torre, Cascais *Complexo do Alemão, Rio                                                                                 |        |
| Habitação social                            | Assentamento urbano destinado a pessoas com renda baixa, que têm dificuldade ou impossibilidade de acessar a moradia através dos mecanismos normais do mercado imobiliário. Esses empreendimentos são fundamentais para reduzir o déficit habitacional e melhorar a qualidade de vida das populações urbanas e rurais | * Cidade Nova Heliópolis e Cingapura, São Paulo * Viviendas del Sur, Santiago                                            |        |
| Bairro proletário (operário)                | Área urbana planejada especificamente para abrigar trabalhadores industriais. Este conceito surgiu após a Revolução Industrial, no século XVIII, e se popularizou entre 1870 e 1950, especialmente em grandes metrópoles de países que hoje são desenvolvidos ou emergentes . Esses bairros foram criados para fornecer moradia acessível e próxima aos locais de trabalho, localizados nos arredores das fábricas. Apresentavam habitações bairros eram geralmente simples e funcionais efrequentemente incluíam infraestrutura básica, como escolas e mercados, para atender às necessidades diárias dos seus moradores. | * Bangu, Rio de Janeiro * Ancoats, Manchester                                                                            |        |
| Área radioativa                             | Locais onde a concentração de radiação é significativamente mais alta do que o normal, podendo ser de origem natural ou resultado de atividades humanas. Visitar áreas radioativas requer precauções rigorosas para garantir a segurança e minimizar a exposição à radiação. Cuidados: equipamento de proteção (uso de dosímetros), acesso restrito, sinalização adequada, procedimentos de segurança/ administrativos e limite de exposição (monitoramento de exposição). | * Bairros de Pripyat, Ucrânia * Bairros de Fukushima, Japão                                                              |        |
| Lixão                                       | Área onde os resíduos sólidos são depositados diretamente no solo, sem qualquer tipo de tratamento ou preparação prévia. Esses locais são geralmente a céu aberto e não possuem infraestrutura adequada para proteger o meio ambiente dos impactos negativos do acúmulo de lixo. Nos lixões, os resíduos ficam expostos, o que pode levar à contaminação do solo, das águas subterrâneas e à proliferação de vetores de doenças, como ratos e moscas. | * Lixão de Agbogbloshie, Gana * Cidade Estrutural, Brasília                                                              |        |
| Área de uso de drogas                       | Região urbana conhecida por uma alta concentração de usuários de drogas e atividades relacionadas ao tráfico de drogas. Caracterizadas pelo: uso aberto de drogas, alta concentração de usuários, desafios sociais e de saúde e intervenções governamentais. | * Cracolândia, São Paulo * Kensington Avenue, Filadélfia                                                                 |        |
| Zona de meretrício                          | Área urbana onde a prostituição é uma atividade predominante e geralmente tolerada, tanto pela sociedade quanto pelas autoridades locais. Essas zonas costumam concentrar uma variedade de estabelecimentos relacionados ao comércio sexual, como bordéis, prostíbulos, cabarés, bares, boates e casas noturnas. | * Rua Augusta, São Paulo * Vila Mimosa, Rio de Janeiro * Bairro da Luz Vermelha, Amsterdã                                |        |
| Bairro gentrificado                         | Áreas urbanas que passaram por um processo de transformação socioeconômica, geralmente caracterizado pela chegada de investimentos e moradores de maior poder aquisitivo. Esse processo, conhecido como gentrificação, envolve a renovação ou revitalização de bairros que estavam em decadência ou desvalorizados, muitas vezes localizados em regiões centrais ou bem localizadas das cidades. | *Brooklyn, Nova York *Prenzlauer Berg, Berlim                                                                            |        |
|                                             | Características Funcionais: | Exemplos | Imagem |
| Distrito financeiro                         | É o centro comercial e empresarial de uma cidade. Contém espaço comercial, escritórios e sedes de empresas multinacionais e bancos. Geograficamente pode coincidir com o "centro da cidade" ou não, e pode haver vários CBDs dentro de uma única área urbana, ex: São Paulo e NYC. Apresentam arranha-céus, bancos, e sedes de escritórios de grandes empresas. | * Lower Manhattan, NYC * Vila Olímpia e Brooklin Novo, São Paulo                                                         |        |
| Parque industrial ou zona industrial        | Área zoneada e planejada para fins de desenvolvimento industrial, geralmente apresentam galpões de aço de espaço único, localizados nas bordas ou fora da principal área residencial de uma cidade e normalmente são providos de bom acesso de transporte, incluindo rodovias e ferrovias. | * Distrito Industrial, Zona Franca de Manaus * Thames Gateway, Londres                                                   |        |
| Aterro sanitário                            | Instalação projetada com técnicas de engenharia para a disposição final de resíduos sólidos de forma controlada e ambientalmente segura. Diferente dos lixões, os aterros sanitários são preparados com sistemas de impermeabilização do solo, drenagem de líquidos percolados (chorume) e captação de gases gerados pela decomposição dos resíduos. Isso minimiza os impactos ambientais e protege a saúde pública. | * Aterro Sanitário de Puente Hills, EUA * Jardim Gramacho, Rio                                                           |        |
| Bairro administrativo                       | Áreas dentro de uma cidade ou município que são designadas para abrigar as sedes de órgãos governamentais e administrativos. Esses bairros são planejados para facilitar a gestão pública e a prestação de serviços à população. Eles podem incluir edifícios governamentais, tribunais, e outras instalações relacionadas ao funcionamento do governo. | * Distrito de Westminster, Londres * Esplanada dos Ministérios, Brasília                                                 |        |
| Bairro militar (Zona militar)               | Áreas urbanas ou suburbanas que são designadas para abrigar instalações e residências de pessoal das forças armadas. Esses bairros são geralmente planejados para oferecer infraestrutura e serviços específicos para atender às necessidades dos militares e suas famílias, incluindo moradia, escolas, hospitais e áreas de lazer. | * Setor Militar Urbano, Brasília * Fort Liberty, EUA                                                                     |        |
| Bairro portuário                            | Áreas urbanas localizadas próximas a portos, que desempenham um papel crucial na economia e na cultura das cidades. Esses bairros são caracterizados por sua infraestrutura voltada para atividades marítimas, como o transporte de mercadorias e passageiros, e frequentemente incluem instalações como docas, armazéns e terminais de carga. Além disso, os bairros portuários podem ser centros de comércio e turismo, devido à sua localização estratégica e ao movimento constante de pessoas e bens. | * Porto de Santos, São Paulo * Porto de Roterdã, Holanda                                                                 |        |
| Bairro de tecnologia                        | Áreas urbanas que concentram empresas de tecnologia, startups, incubadoras e centros de inovação. Esses bairros são projetados para fomentar o desenvolvimento tecnológico e a inovação, oferecendo infraestrutura e serviços que atendem às necessidades específicas do setor. | * Vale do Silício, Califórnia * San Pedro Valley, Belo Horizonte                                                         |        |
| Bairro de entretenimento                    | Áreas urbanas que oferecem uma variedade de opções de lazer, como teatros, cinemas, bares, restaurantes, parques de diversão e casas de shows. Esses bairros são projetados para atrair turistas e moradores locais em busca de diversão e cultura. | * Bairros de Orlando, Flórida * Times Square (Broadway), NYC                                                             |        |
| Bairro boêmio                               | Áreas urbanas conhecidas por sua atmosfera artística e cultural vibrante. Esses bairros geralmente atraem artistas, músicos, escritores e outros criativos, criando um ambiente rico em diversidade cultural e inovação. Eles são frequentemente caracterizados por uma vida noturna ativa, cafés, galerias de arte, lojas vintage e uma sensação geral de liberdade e expressão. | * Lapa, Rio de Janeiro * Vila Madalena, São Paulo                                                                        |        |
| Bairro de saúde                             | Áreas que concentram hospitais, faculdades/universidades da área da saúde, clínicas, laboratórios e outras instalações médicas. Esses bairros são projetados para facilitar o acesso a serviços de saúde e promover o bem-estar da população. | * Vila Clementino, São Paulo * Medical District, Chicago                                                                 |        |
| Distrito/bairro diplomático                 | Áreas específicas dentro de uma cidade onde se concentram as missões diplomáticas, como embaixadas e consulados. Essas zonas são designadas para facilitar a realização de atividades diplomáticas e garantir a segurança e a proteção das representações estrangeiras. Nesses distritos, as regras de imunidade e privilégios diplomáticos são aplicadas, permitindo que os diplomatas exerçam suas funções sem interferências das autoridades locais. Além disso, esses locais costumam ser centros de interação internacional, onde ocorrem discussões e eventos relacionados a relações exteriores e cooperação internacional. | *Itaewon, Seul *Chaoyang, Beijing *7º arrondissement, Paris                                                              |        |
| Bairro de turismo de negócios               | Área urbana que abriga um ou mais centros de convenções ou exposições, onde são realizados eventos como feiras, conferências, exposições comerciais e culturais. Projetados para acomodar grandes públicos e oferecer infraestrutura adequada, como pavilhões, salas de reunião e serviços de apoio. possuem uma localização estratégica, fácil acesso a transportes públicos e principais vias. Apresentam hotéis, restaurantes e outras comodidades nas proximidades. | * Anhembi Parque, São Paulo * Centro de Exposições: Frankfurt, Hong Kong, Las Vegas e Paris                              |        |
| Bairro hoteleiro                            | Áreas urbanas que concentram uma grande quantidade de hotéis, pousadas e outros meios de hospedagem. Esses bairros são geralmente localizados próximos a atrações turísticas, centros de convenções, áreas comerciais ou de negócios, facilitando o acesso para turistas e viajantes a trabalho. A presença de uma infraestrutura adequada, como restaurantes, transporte público e serviços de conveniência, é comum nesses locais, tornando-os atrativos para quem busca hospedagem. | * Setor Hoteleiro, Brasília * Montmartre, Paris * Shinjuku, Tóquio                                                       |        |
| Bairro jurídico                             | Áreas onde estão localizados fóruns, tribunais e outras instituições relacionadas ao sistema judiciário. A presença dessas instituições pode influenciar a dinâmica do bairro, atraindo profissionais do direito, como advogados e juízes, além de cidadãos que buscam serviços judiciais. | * Centro Cívico, Canberra * Bairro de São Domingos, Lisboa                                                               |        |
| Cidade universitária (Bairro universitário) | Áreas localizadas próximos a universidades ou faculdades e são caracterizados por uma população jovem e vibrante, composta principalmente por estudantes. Esses bairros geralmente têm uma abundância de cafés, livrarias, bares e locais de entretenimento, criando um ambiente dinâmico e social. A presença de estudantes e instituições acadêmicas também pode estimular o desenvolvimento de serviços e infraestrutura voltados para atender às necessidades dessa população, como moradias estudantis e transporte público eficiente. | *Cidade Universitária da USP, São Paulo *Cambridge (Universidade de Harvard), Massachusetts                              |        |
| Bairro turístico                            | Área dentro de uma cidade que atrai visitantes devido às suas atrações culturais, históricas, gastronômicas ou de entretenimento. Esses bairros são frequentemente caracterizados por uma alta concentração de pontos de interesse, como museus, teatros, monumentos históricos, restaurantes e lojas. Além disso, eles costumam ter uma infraestrutura desenvolvida para atender turistas, incluindo hotéis, lojas de souvenirs, guias turísticos e transporte acessível. | *Copacabana, Rio de Janeiro * Times Square, Nova York * 7.º arrondissement de Paris                                      |        |
| Distrito de Compras                         | Formado por uma via principal e quarteirões designados de uma cidade é composto por estabelecimentos de varejo individuais (lojas, boutiques, restaurantes e centros comerciais). Essas áreas normalmente serão voltadas para pedestres, com edifícios ao longo da rua e calçadas largas. | * Oscar Freire, Bom Retiro e Brás, São Paulo * Rodeo Drive, Beverly Hills                                                |        |

## Características por país

### América
Canadá e  Estados Unidos

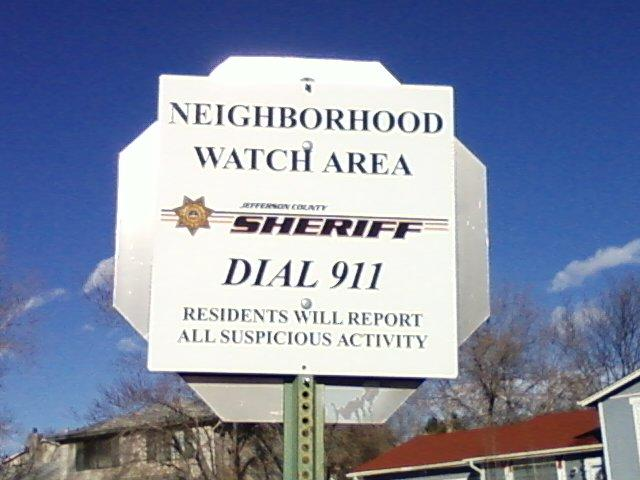
Um cartaz de uma associação de moradores do Condado de Jefferson (Colorado).

Nesses países, os bairros podem ser comunidades oficiais ou semioficiais, adotadas através de associações de bairro. Essas podem regulamentar temas como: cuidados com a arborização e e a altura das cercas das residências, e podem prestar serviços tais como: a organização de eventos voltados aos moradores, cuidados com os parques da região, até fazer a segurança dos mesmos.
Nos locais em que os bairros não têm um status oficial, há muitas dúvidas quanto as delimitações de área. Muitas cidades usam distritos e bairros como divisões oficiais da cidade.
Alguns entendem que na língua inglesa, o correspondente de bairro seria o borough, embora o termo neighborhood pareça ser o mais correto, enquanto borough, por designar um nível de  administração inframunicipal, estaria mais próximo de um distrito municipal ou freguesia.

Quanto à língua francesa, o termo quartier o traduz melhor que arrondissement que designa uma unidade administrativa podendo comportar dois ou três bairros de mesmas características sócio-econômicas.
 Brasil 

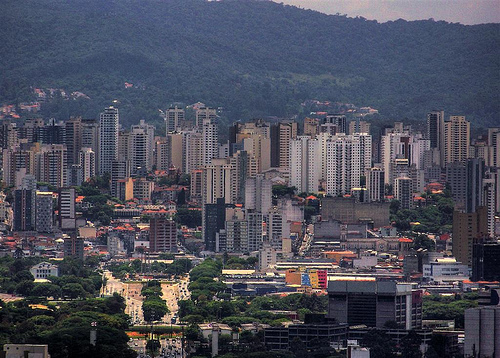
Vista do bairro de Santana em São Paulo.

No Brasil, o mesmo se aplica às áreas urbanas dos municípios, em que os bairros têm um papel de localização, sem função administrativa específica. Alguns municípios têm definição territorial definida quanto aos limites, enquanto que em outros, a divisão decorre apenas do uso popular.

### Europa
Portugal

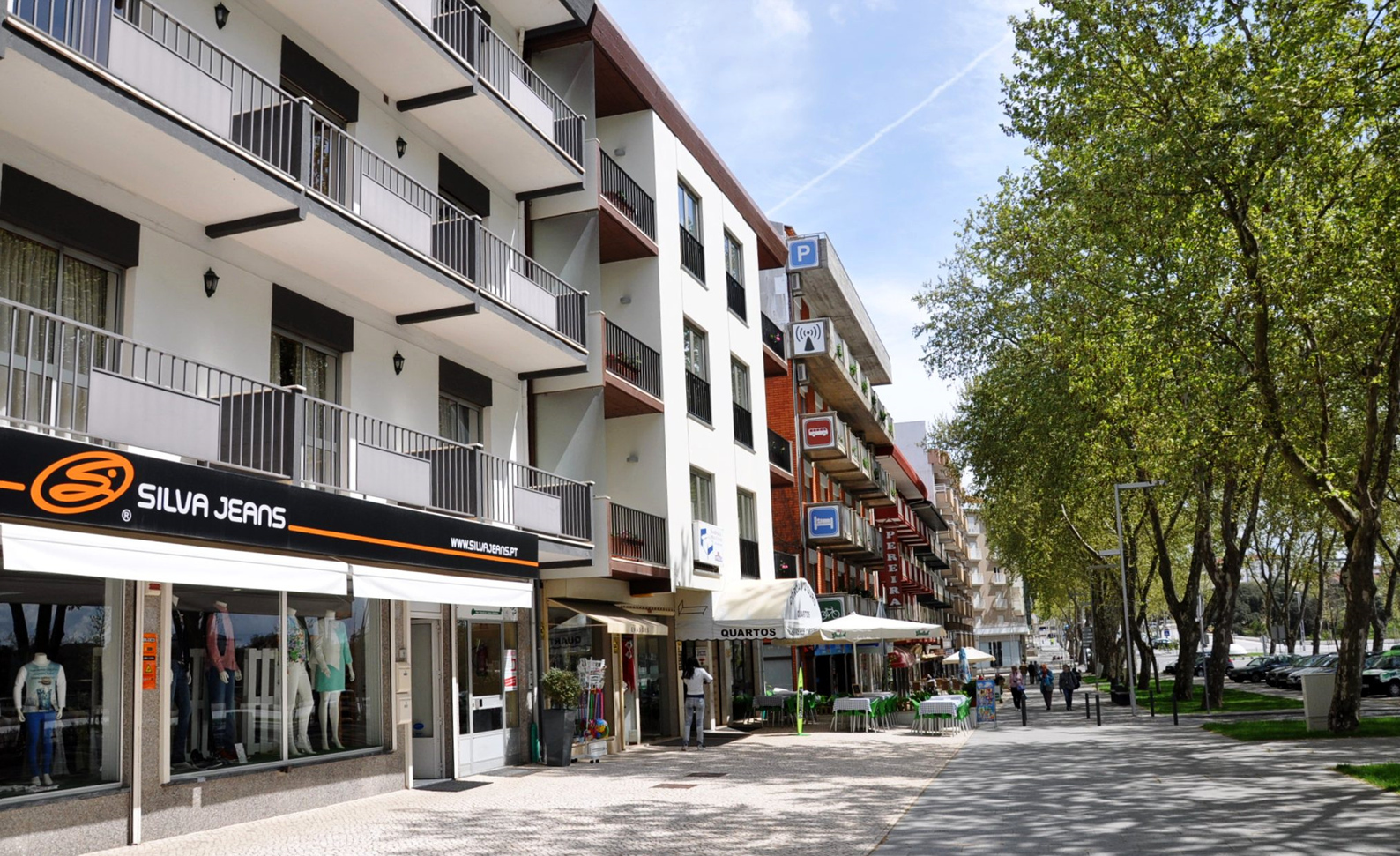
Bairro da Cova da Iria, em Fátima, Portugal.

Em Portugal, é uma subdivisão recorrente em algumas freguesias urbanas de grande densidade populacional, embora geralmente não tenha qualquer carácter administrativo. A designação "bairro fiscal" é utilizada para delimitar a zona adstrita a uma Repartição de Finanças.

### África
Moçambique

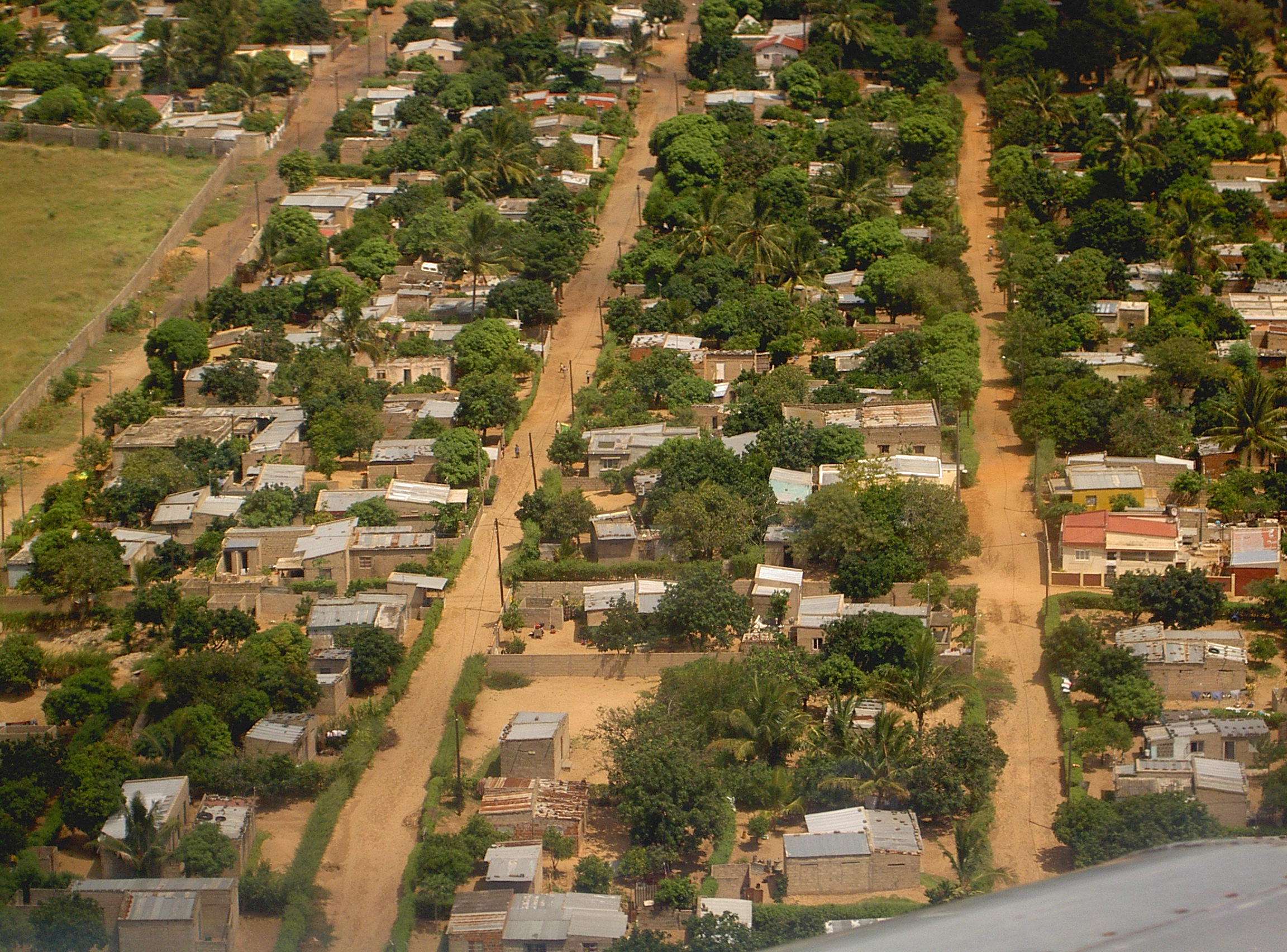
Bairro da periferia de Maputo.

Em Moçambique, os bairros são subdivisões administrativas dos distritos urbanos com funções importantes na identificação dos residentes e na atribuição de áreas para construção ou agricultura. São dirigidos por "Secretários" e, para além de estabelecerem a ligação com o nível superior da administração (para resolver questões, por exemplo, de saúde, educação ou salubridade), podem ainda considerar-se como uma primeira instância de aplicação da justiça a nível conciliatório.

### Ásia
China

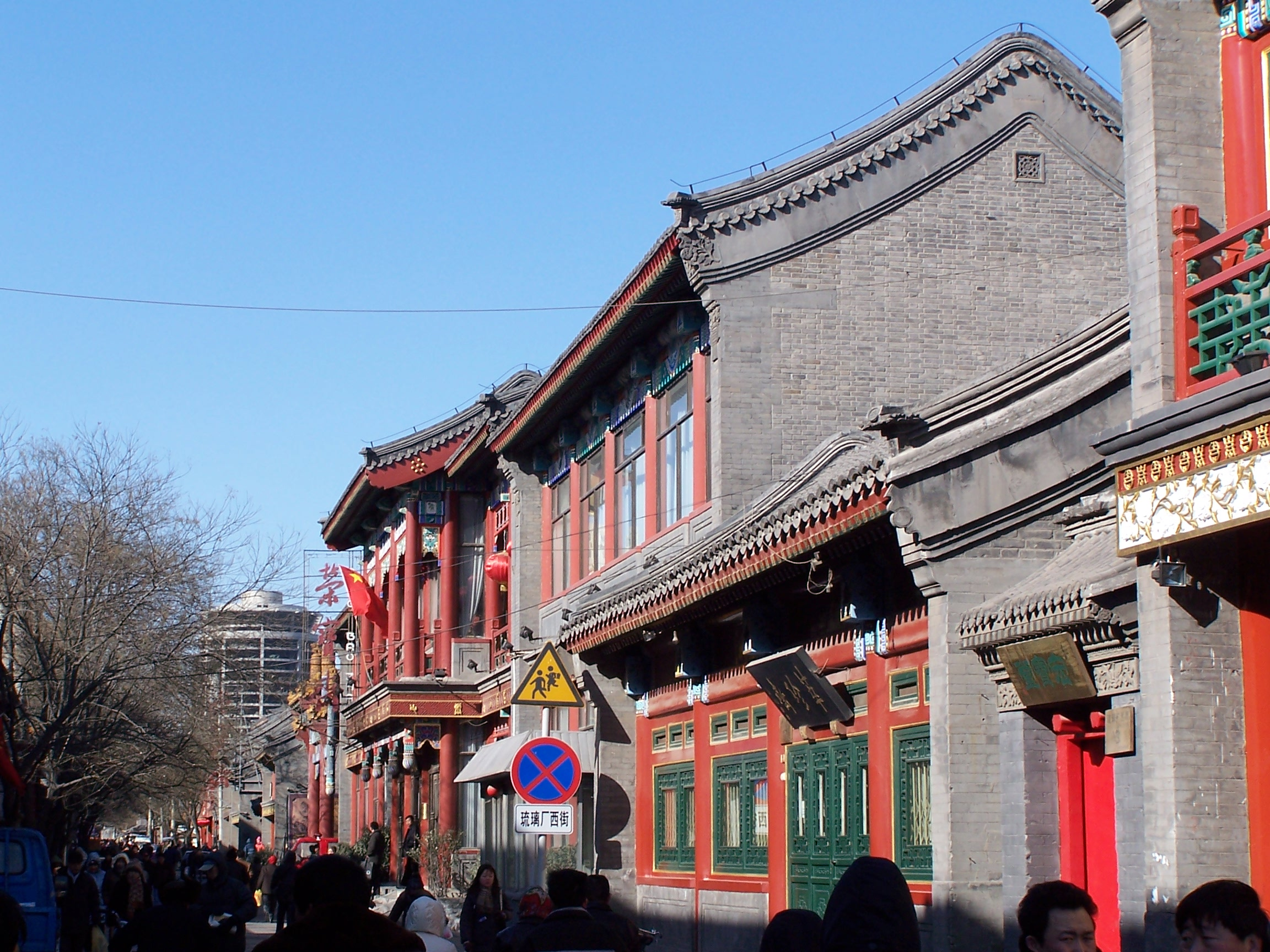
Bairro de Hutong em Pequim.

Na República Popular da China, o termo é geralmente utilizado indicar a divisão administrativa urbana inferior aos distritos, podem abrigar de 2000 a 10.000 famílias. Há também os subdistritos, nível intermediário, existente em algumas cidades.  Na maioria das áreas urbanas da China as nomenclaturas: bairro (社区), comunidade (社区), condomínio (共管), unidade residencial (住宅单位), possuem o mesmo significado.